# Латенска култура
Латен (назван по истоименом археолошком налазишту фр. La Téne) је период млађег гвозденог доба Европе, који је 1872. у стручну литературу увео шведски археолог Хилдебранд. Историјски период је назив добио по локалитету Ла Тен, на обали језера Нешател у Швајцарској, где је откривено значајно келтско насеље.

## Распростирање и периодизација
Латенска култура се са сигурношћу може приписати Келтима. Њено матично подручје је североисточна Француска и југозападна Немачка. Велика миграција Келта захватила је готово читаву Европу (од Атлантика до Русије).

### Периодизација
- Латен А (у апсолутним датумима од 500 до 400. године п. н. е.)
- Латен Б (у апсолутним датумима од 400 до 300године пне)
- Латен Ц (у апсолутним датумима од 300 до 100. године п. н. е.)
- Латен Д (у апсолутним датумима од 100 до почетка наше ере)

О овој епохи велики број података налазимо у радовим античких писаца, тако да је можемо сврстати у протоисторијски период.

## Материјална кутура
За прву фазу ове културе типични су »кнежевски гробови«, који су концентрисани око реке Рајне. Од оружја се појављују кратки мачеви, чија се метална канија завршава дугмичастим испупчењем и криви ножеви. Као прилози се често јављају и делови коњске опреме и бојна кола са два точка.
У другој фази су налази скромнији, односно недостају богати гробови, а за ову фазу су карактеристични равни гробови без посебни конструкције. Мачеви се тешко разликују од претходне фазе.
У фази Ц се јављају мачеви са заобљеним врхом, који су ношени на ланцу искованом од бронзе или гвожђа, јавља се копље са широким листом, гвоздени бодеж и мачеви са антенама на балчаку, дрвени штитови са гвозденим имбом у средини.
У фази Д преовлађују дуги мачеви (тзв. антропоидни бодежи), јављају се конични или шиљати шлемови од бронзе или гвожђа, мамузе.
Значајно је да се у овом периоду први пут јавља новац (у фази Ц) у западној Европи келтски, а у источној су то најчешће келтске имитације грчког новца.
У овој култури преовлађује скелетно сахрањивање, једино у ужој рајнској области преовлађује кремација.

### Накит
Накит у првој фази је богато декорисан, украшен ћилибаром или коралима. Посебно се издвајају »цертоза« фибуле (назване по локалитету у Италији)
У другој фази се јављају фибуле са слободном ногом, украшене коралима или емајлом, затим наруквице и гривне са печатним крајевима или у облику змијских глава, јављају се и бронзани торквеси који су карактеристични и у наредној фази.
У фази Ц јављају се стаклене гривне.
У фази Д јављају се фибуле са трапезоидном стопом и металне копче за појас, затим прстење и огрлице са стакленом пастом и зооморфни амулети.

### Керамика
Карактеристично је да се керамика ради на витлу. На почетку периода типичне су сиве углачане вазе, једноставне декорације.
У фази Ц јављају се сликане урне, декорисане црвеним и белим зонама, са линеарним или биљним мотивима. У фази Д јавља се монументална пластика.